# Kristoffer Haraldseid
Kristoffer Haraldseid (Haugesund, 17 de enero de 1994) es un futbolista noruego que juega de defensa en el Molde FK de la Eliteserien.

## Selección nacional
Haraldseid fue internacional sub-15, sub-16, sub-17, sub-18, sub-19 y sub-21 con la selección de fútbol de Noruega.

## Clubes
| Club         | País    | Año       |
| ------------ | ------- | --------- |
| FK Haugesund | Noruega | 2011-2018 |
| Molde FK     | Noruega | 2019-act. |

## Palmarés

### Títulos nacionales
| Título          | Club     | País    | Año  |
| --------------- | -------- | ------- | ---- |
| Eliteserien     | Molde FK | Noruega | 2019 |
| Copa de Noruega | Molde FK | Noruega | 2022 |
| Eliteserien     | Molde FK | Noruega | 2022 |